# Montenegrinisch-osttimoresische Beziehungen
Die montenegrinisch-osttimoresischen Beziehungen beschreiben das zwischenstaatliche Verhältnis von Montenegro und Osttimor.

## Geschichte
Osttimor und Montenegro nahmen am 24. September 2010 diplomatische Beziehungen auf.
An der Unterstützungsmission der Vereinten Nationen in Osttimor (UNMISET) von 2002 bis 2005 beteiligte sich Montenegro als Teil von Serbien und Montenegro mit Sicherheitspersonal. Montenegro wurde 2006 das 192. Mitgliedsland der Vereinten Nationen und folgte damit direkt Osttimor, das als Nummer 191 im Jahr 2002 in die Vereinten Nationen eintrat.

## Diplomatie
Die beiden Staaten verfügen über keine diplomatische Vertretungen im jeweils anderen Land. Die nächstgelegene Botschaft Montenegros zu Osttimor befindet sich in Peking.

## Einreisebestimmungen
Osttimoresen benötigen für einen Aufenthalt von 90 Tagen kein Visum für Montenegro. Auch montenegrinische Staatsbürger erhalten bei ihrer Ankunft in Osttimor ein Visum.

## Wirtschaft
Für 2018 gibt das Statistische Amt Osttimors keine Handelsbeziehungen zwischen Osttimor und Montenegro an.